# عاج‌ماهی رنگی‌پوش
عاج‌ماهی رنگی‌پوش (نام علمی: Choerodon fasciatus) نام یک گونه از سرده عاج‌ماهی است.